# 海靖
埃德蒙多·弗里德里希·古斯塔夫· 冯·海靖男爵（德語：Edmund Friedrich Gustav von Heyking， 1850年3月16日—1915年6月15日），德國外交官。

## 生平
出生於里加，畢業於海德堡大學，後進入德國外交部工作，曾先後派駐過聖彼得堡、費城，1889年出任德國駐加爾各答總領事，1894年出任德國駐開羅總領事，1896年任德國駐華公使。1898年3月，與李鴻章、翁同龢簽訂《膠澳租界條約》。1899年起歷任駐墨西哥公使、駐塞爾維亞公使。
海靖這一譯名是恭親王奕訢建議的，原譯為海靜。奕訢說：「君來尋好，而名旁有爭音，非佳象。留靜之左青為音，而加立為形，曰靖，可乎？」海靖大悅，自此改名。奕訢自以為是輕視戲弄了海靖。孰知外國人視德文譯音字為無足輕重，不過徒費口舌而已。
他的妻子为作家伊丽莎白·冯·海靖。